# Polémoine bleue
Pour les articles homonymes, voir Échelle de Jacob.
Polemonium caeruleum
Espèce
Classification phylogénétique
La Polémoine bleue (Polemonium caeruleum), Valériane grecque ou Échelle de Jacob, est une espèce de plantes à fleurs de la famille des Polémoniacées.

## Description

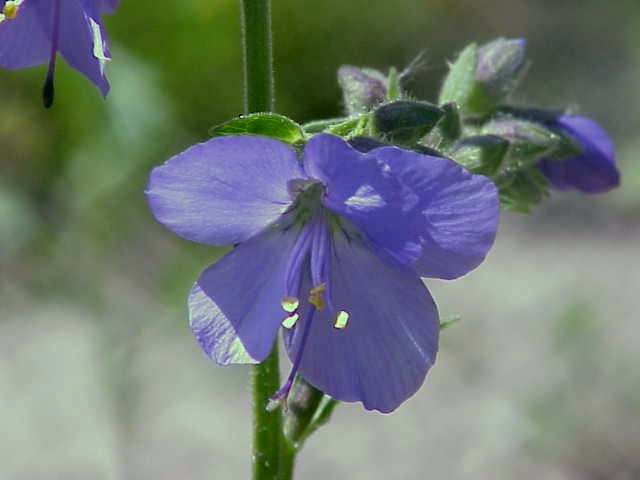
Fleur.

C'est une plante herbacée vivace, en touffe, aux tiges anguleuses hautes de 20 à 80 cm, aux feuilles alternes, pennées, aux fleurs bleues ou blanches en grappes terminales.

### Caractéristiques
Organes reproducteurs

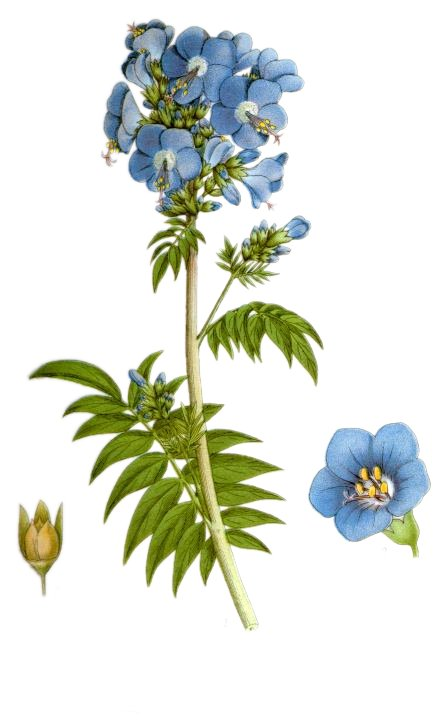
Polemonium caeruleum.

- Type d'inflorescence : racème de cymes bipares
- Répartition des sexes : hermaphrodite
- Type de pollinisation : entomogame
- Période de floraison : mai à août

Graine
- Type de fruit : capsule
- Mode de dissémination : barochore

Habitat et répartition
- Habitat type: mégaphorbiaies boréomontagnardes
- Aire de répartition: circumboréal

Données d'après: Julve, Ph., 1998 ff. - Baseflor. Index botanique, écologique et chorologique de la flore de France. Version : 23 avril 2004. 

## Habitat
Cette plante peut se rencontrer en France dans les prairies humides des fonds de vallée, en Alsace, dans le massif jurassien, dans le Cantal, les Alpes et dans la Haute-Garonne jusqu'à une altitude de 600 à 2 000 m. Elle est protégée au niveau national. (Contrairement à ce que peut faire penser son nom vernaculaire valériane grecque, elle ne pousse pas en Grèce).
En Suisse, on la trouve dans les prairies humides abandonnées ; elle peut former des cordons au bord de cours d’eau ou forêts humides. C’est une des espèces de la Mégaphorbiaie marécageuse Filipendulion.

## Menaces
Destruction des zones humides.